# Селфи
Селфи (енгл. selfie) је аутопортрет-фотографија на којој је особа фотографисала себе или себе с другим особама, држећи фотоапарат или мобилни телефон, односно смартфон. Иако је коришћена и раније, реч је постала чешће употребљавана током 2013. године када ју је Оксфордски речник енглеског језика прогласио за реч године. Термин се најчешће повезује са друштвеним мрежама. Ове фотографије су углавном неформалне и спонтане, а најчешће настају фотографисањем себе у огледалу или сликањем себе (и других) држећи апарат фокусиран на одређени кадар.

## Историја
Први познати селфи направио је пионир фотографије Роберт Корнелијус давне 1839. године на дагеротипији.